# Rue Crétet
Rue Crétet är en gata i Quartier de Rochechouart i Paris nionde arrondissement. Gatan är uppkallad efter den franske politikern Emmanuel Crétet (1747–1809). Rue Crétet börjar vid Rue Bochart-de-Saron 5 och slutar vid Rue Lallier 8.

## Omgivningar
- Notre-Dame-de-Lorette
- Rue des Martyrs
- Rue Alfred-Stevens
- Cité Malesherbes

## Bilder
| - Emmanuel Crétet. - Gatuskylt. - Notre-Dame-de-Lorette. |

## Kommunikationer
- Tunnelbana – linjerna   – Pigalle
- Tunnelbana – linje  – Anvers
- Busshållplats Rochechouart – Martyrs – Paris bussnät

### Webbkällor
- ”Rue Crétet”. Mairie de Paris. https://web.archive.org/web/20160303214620/http://www.v2asp.paris.fr/commun/v2asp/v2/nomenclature_voies/Voieactu/2431.nom.htm. Läst 25 november 2023.
- ”Rue Crétet (9ème arrondissement)”. Les rues de Paris. https://web.archive.org/web/20160406081427/http://www.parisrues.com/rues09/paris-09-rue-cretet.html. Läst 25 november 2023.